# Cutie B
Cutie B is een stripreeks geschreven door Richard Marazano en getekend door Yishan Li. 

## Verhaal
Beatriz (Cutie B) houdt niet van shoppen of meisjesachtige spullen, alhoewel haar moeder model is. Haar vader is een succesvolle zakenman, dus is hij vaak weg. In het eerste deel is ze weer eens verhuisd naar een andere stad waar ze probeert nieuwe vriendinnen te maken, maar dat pakt niet al te goed uit. Ze wordt hopeloos verliefd op Justin, de broer van haar enige echte vriendin, en dan is er ook nog Mysterious guy, een jongen/meisje waarmee ze vaak zit te chatten en die alles van haar weet. Ze wil er alles aan doen om uit te vinden wie hij is.